# 위시시
위시(옥계, 중국어: 玉渓, 병음: Yùxī)는 중화인민공화국 윈난성 중부에 위치하는 지급시이다. 총면적 15,285km2, 인구는 2007년을 기준으로 212만명이다. 시는 1개의 시할구와 5개의 현, 3개의 자치현을 가지며, 행정 소재지는 훙타 구(红塔区)에 있다. 쿤밍에서 남쪽으로 90 km 정도 떨어져있다.

## 역사
도시는 윈난이 아직 중국의 영역이 아니었던 960년에 세워졌다. 위시는 진나라 때 위시 시는 1950년 1월에 성립된 도시로 1997년 12월 13일에 위시 지구와 현급 위시 시가 성립되었다.

## 지리
위시 시는 윈난성 중부에 위치하며, 북쪽으로는 쿤밍에 접하고, 서남쪽으로는 푸얼, 동남쪽으로는 훙허, 서북쪽으로 추슝에 접한다. 북위 23°19′－24°53′, 동경 101°16′－103°9′의 사이에 위치한다. 동서로 약 172 km, 남북으로 163.5km에 이르며 대부분 산맥으로 나뉜다. 윈구이고원의 서쪽 기슭에 자리를 잡고 있고, 지세가 서북쪽으로 높아지고, 동남쪽으로는 낮아진다.
| 위시시의 기후                                                 | 위시시의 기후 | 위시시의 기후 | 위시시의 기후 | 위시시의 기후 | 위시시의 기후 | 위시시의 기후 | 위시시의 기후 | 위시시의 기후 | 위시시의 기후 | 위시시의 기후 | 위시시의 기후 | 위시시의 기후 | 위시시의 기후 |
| 월                                                            | 1월           | 2월           | 3월           | 4월           | 5월           | 6월           | 7월           | 8월           | 9월           | 10월          | 11월          | 12월          | 연간          |
| ------------------------------------------------------------- | ------------- | ------------- | ------------- | ------------- | ------------- | ------------- | ------------- | ------------- | ------------- | ------------- | ------------- | ------------- | ------------- |
| 역대 최고 기온 °C (°F)                                        | 24.1 (75.4)   | 27.7 (81.9)   | 29.2 (84.6)   | 32.4 (90.3)   | 32.6 (90.7)   | 31.7 (89.1)   | 31.3 (88.3)   | 31.0 (87.8)   | 30.9 (87.6)   | 29.1 (84.4)   | 26.4 (79.5)   | 25.2 (77.4)   | 32.6 (90.7)   |
| 일평균 최고 기온 °C (°F)                                      | 17.4 (63.3)   | 19.8 (67.6)   | 23.2 (73.8)   | 25.8 (78.4)   | 26.8 (80.2)   | 26.8 (80.2)   | 26.2 (79.2)   | 26.2 (79.2)   | 24.9 (76.8)   | 22.6 (72.7)   | 20.0 (68.0)   | 17.2 (63.0)   | 23.1 (73.5)   |
| 일일 평균 기온 °C (°F)                                        | 10.1 (50.2)   | 12.2 (54.0)   | 15.6 (60.1)   | 18.5 (65.3)   | 20.6 (69.1)   | 21.7 (71.1)   | 21.2 (70.2)   | 20.8 (69.4)   | 19.5 (67.1)   | 17.1 (62.8)   | 13.2 (55.8)   | 10.2 (50.4)   | 16.7 (62.1)   |
| 일평균 최저 기온 °C (°F)                                      | 4.5 (40.1)    | 5.9 (42.6)    | 9.0 (48.2)    | 12.2 (54.0)   | 15.6 (60.1)   | 18.1 (64.6)   | 18.1 (64.6)   | 17.6 (63.7)   | 16.2 (61.2)   | 13.6 (56.5)   | 8.7 (47.7)    | 5.5 (41.9)    | 12.1 (53.8)   |
| 역대 최저 기온 °C (°F)                                        | −4.4 (24.1)   | −2.2 (28.0)   | −2.5 (27.5)   | 3.4 (38.1)    | 6.6 (43.9)    | 12.0 (53.6)   | 12.2 (54.0)   | 10.7 (51.3)   | 7.0 (44.6)    | 2.9 (37.2)    | −0.9 (30.4)   | −5.5 (22.1)   | −5.5 (22.1)   |
| 평균 강수량 mm (인치)                                         | 27.7 (1.09)   | 14.2 (0.56)   | 19.5 (0.77)   | 35.1 (1.38)   | 77.8 (3.06)   | 138.0 (5.43)  | 179.8 (7.08)  | 168.7 (6.64)  | 90.2 (3.55)   | 74.8 (2.94)   | 37.5 (1.48)   | 16.2 (0.64)   | 879.5 (34.62) |
| 평균 강수일수 (≥ 0.1 mm)                                      | 4.8           | 3.6           | 5.1           | 7.7           | 11.6          | 14.8          | 19.5          | 19.0          | 13.6          | 11.9          | 5.3           | 4.3           | 121.2         |
| 평균 강설일수                                                 | 0.4           | 0.1           | 0.1           | 0             | 0             | 0             | 0             | 0             | 0             | 0             | 0             | 0.1           | 0.7           |
| 평균 상대 습도 (%)                                            | 70            | 62            | 56            | 57            | 64            | 74            | 79            | 80            | 78            | 78            | 76            | 75            | 71            |
| 평균 월간 일조시간                                            | 204.3         | 212.6         | 236.9         | 238.6         | 208.1         | 140.1         | 105.4         | 118.5         | 109.6         | 127.4         | 170.3         | 173.2         | 2,045         |
| 가능 일조율                                                   | 61            | 66            | 63            | 62            | 50            | 34            | 25            | 30            | 30            | 36            | 52            | 53            | 47            |
| 출처: 중국기상국 (평년값: 1991년~2020년, 극값: 1971년~2010년) |               |               |               |               |               |               |               |               |               |               |               |               |               |

## 행정 구역
2개 시할구, 4개 현, 3개 자치현을 관할한다.
시할구
- 훙타 구(红塔区)
- 장촨 구(江川区)

현
- 화닝 현(华宁县)
- 청장 현(澄江县)
- 이먼 현(易门县)
- 퉁하이 현(通海县)

자치현

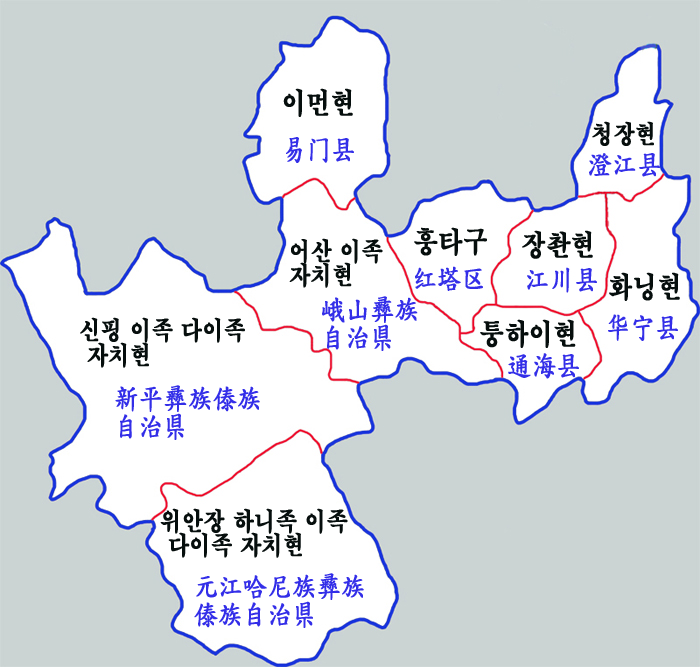
위시 시 현급 행정구역도

- 위안장 하니족 이족 다이족 자치현
(元江哈尼族彝族傣族自治県)
- 신핑 이족 다이족 자치현
(新平彝族傣族自治県)
- 어산 이족 자치현
(峨山彝族自治県)

## 인구
위시 시의 전 인구는 2003년을 기준으로 전체 206.8만명에 이르고, 그 중에 시내 인구는 약 170.8만명, 그 외에 30.6만명에 이른다. 총 인구 중에 소수민족 인구는 66.1만명이며, 전체 인구의 32%를 차지한다. 주요 민족으로는 한족 외에 이족이 409,822명, 하니족이 108,728명, 다이족이 71,125명, 후이족이 39,143명과 바이족이 10,455명이 있다.

## 경제
위시는 훙타 그룹의 본거지로 훙타라는 이름은 도시 주변의 언덕 꼭대기에 있는 붉은 탑에서 유래하였다. 탑은 원래 흰색이었으나 문화대혁명 때 붉은색으로 칠해졌다. 연 2300시간이 넘는 일조량과 여름의 풍부한 강수, 우수한 토양 덕분에 양질의 담배와 많은 과일, 야채를 생산한다.